# Hypotrachyna coorgiana
Hypotrachyna coorgiana är en lavart som beskrevs av Patw. & Prabhu. Hypotrachyna coorgiana ingår i släktet Hypotrachyna och familjen Parmeliaceae.   Inga underarter finns listade i Catalogue of Life.